# 一志郡
- 令制国一覧 > 東海道 > 伊勢国 > 一志郡
- 日本 > 近畿地方 > 三重県 > 一志郡

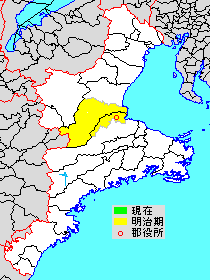
三重県一志郡の範囲

一志郡（いちしぐん、いしのこおり）は、三重県（伊勢国）にあった郡。

## 郡域
1879年（明治12年）に行政区画として発足した当時の郡域は、下記の区域にあたる。
- 津市の一部（雲出各町、高茶屋各町、城山、久居各町、戸木町、森町、稲葉町、榊原町以南）
- 松阪市の一部（松ヶ島町、久米町、美濃田町、小阿坂町、嬉野森本町、与原町、後山町、柚原町、嬉野上小川町以北）

但し、現在の津市美杉町太郎生に相当する地域は中世の末期まで伊賀国名張郡に属し、伊勢神宮の神領であった。

## 歴史
古墳時代に和邇氏の支流・壱志君が壱志県造として設置され、古くは一志（いし）と読まれた。

### 近世以降の沿革
- 「旧高旧領取調帳」に記載されている明治初年時点での支配は以下の通り。●は村内に寺社領が存在。（1町134村1浦）

| 知行 | 知行             | 村数     | 村名 |
| ---- | ---------------- | -------- | --- |
| 藩領 | 紀伊和歌山藩     | 50村 1浦 | 市場庄村、松崎浦、松ヶ島村、美濃田村、小阿坂村、大阿坂村、中ノ庄村、三渡新田、須賀領村、算所村、下ノ庄村、堀ノ内村、八田村、薬王寺村、小野村、川北村、新屋庄村、川原木造村、甚目村、西肥留村、中林村、中道村、喜多村新田、小舟江村、笠松村、黒田村、一志村、野田村、見永村、波瀬村、上多気村、井ノ上村、釜生田村、森本村、宮野村、木造村、竹原村、奥津村、一色村、井生村、井関村、岡村、古市村、田尻村、小川村、宮古村、天花寺村、須賀村、五主村、森須川村、肥留村 |
| 藩領 | 伊勢津藩         | 42村     | 田村、舞出村、下ノ川村、下多気村、矢下村、岩倉村、合ヶ野村、飯福田村、与原村、後山村、柚原村、小原村、上小川村、矢野村、八対野村、垣内村、山田野村、真見村、藤村、福田山村、城立村、大原村、小杉村、八手俣村、南家城村、八知村、太郎生村、三多気村、杉平村、石名原村、小森村、小森上野村、榊原村、谷杣村、大村、大仰村、佐田村、中ノ村、稲垣村、川上村、垂水村、藤方村                                                                                             |
| 藩領 | 伊勢久居藩       | 1町 22村 | 八太村、本村、小戸木村、川方村、牧村、新家村、戸木村、森村、石橋村、其倉村、多野田村、蝿田村、大鳥村、三ヶ野村、●中村、小山村、庄村、其村、片野村、高野村、日置村、平生村、久居城下 |
| 藩領 | 和歌山藩・津藩   | 18村     | 久米村、上ノ庄村、黒野村、津屋城村、小村、権現前村、丹生俣村、滝ノ川村、雲出村、川口村、北家城村、二俣村、上ノ村、南出村、島田村、曽原村、小津村、星合村 |
| 藩領 | 和歌山藩・久居藩 | 2村      | 庄田村、須ヶ瀬村 |

- 明治4年
  - 7月14日（1871年8月29日） - 廃藩置県により、藩領が和歌山県、津県、久居県の管轄となる。
  - 11月22日（1872年1月2日） - 第1次府県統合により、全域が度会県の管轄となる。
- 明治5年（1872年） - 安濃郡との境界が相川に定まり、垂水村・藤方村の所属郡が同郡に変更。（1町132村1浦）
- 明治7年（1874年）
  - 多野田村・蝿田村が合併して稲葉村となる。（1町131村1浦）
  - 森須川村が改称して小野江村となる。
- 明治9年（1876年）
  - 4月18日 - 第2次府県統合により三重県の管轄となる。
  - 三渡新田が改称して三渡村となる。
- 明治10年（1877年） - 雲出村が分割して本郷村・長常村・伊倉津村・島貫村となる。（1町134村1浦）
- 明治12年（1879年）2月5日 - 郡区町村編制法の三重県での施行により、行政区画としての一志郡が発足。郡役所が久居城下に設置。

### 町村制以降の沿革

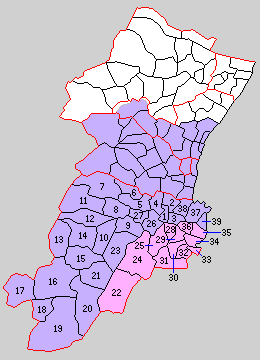
1.久居町 2.本村 3.桃園村 4.戸木村 5.七栗村 6.稲葉村 7.榊原村 8.大三村 9.大井村 10.川口村 11.佐田村 12.八ツ山村 13.境村 14.家城村 15.竹原村 16.八知村 17.太郎生村 18.伊勢地村 19.八幡村 20.多気村 21.下之川村 22.宇気郷村 23.波瀬村 24.中郷村 25.豊地村 26.川合村 27.高岡村 28.中川村 29.豊田村 30.中原村 31.阿坂村 32.米ノ庄村 33.松ヶ崎村 34.天白村 35.鵲村 36.小野江村 37.雲出村 38.高茶屋村 39.矢野村（紫：津市 桃：松阪市）

- 明治22年（1889年）4月1日 - 町村制の施行により、以下の町村が発足。特記以外は全域が現・津市。（1町38村）
  - 久居町（久居城下[10]が単独町制）
  - 本村 ← 本村、小戸木村
  - 桃園村 ← 川方村、新家村、牧村、木造村
  - 戸木村（単独村制）
  - 七栗村 ← 森村、庄田村、中村、一色村、大鳥村
  - 稲葉村（単独村制）
  - 榊原村 ← 榊原村、谷杣村、三ヶ野村［一部］
  - 大三村 ← 大村、三ヶ野村［大部分］、岡村
  - 大井村 ← 大仰村、井生村、石橋村、井関村
  - 川口村（単独村制）
  - 佐田村 ← 佐田村、中ノ村、上ノ村、南出村、垣内村
  - 八ツ山村 ← 山田野村、八対野村、稲垣村、古市村
  - 境村 ← 城立村、小杉村、大原村、福田山村
  - 家城村 ← 南家城村、真見村、二俣村、藤村、北家城村
  - 竹原村 ← 竹原村、八手俣村
  - 八知村、太郎生村（それぞれ単独村制）
  - 伊勢地村 ← 石名原村、三多気村、杉平村
  - 八幡村 ← 奥津村、川上村
  - 多気村 ← 上多気村、下多気村、丹生俣村
  - 下之川村（単独村制）
  - 宇気郷村 ← 小原村、後山村、柚原村、上小川村、与原村、飯福田村（現・松阪市）
  - 波瀬村（単独村制）
  - 中郷村 ← 森本村、宮野村、滝ノ川村、矢下村、合ヶ野村、釜生田村、岩倉村（現・松阪市）
  - 豊地村 ← 堀ノ内村、薬王寺村、八田村、下ノ庄村、一志村、島田村、井ノ上村（現・松阪市）
  - 川合村 ← 八太村、小山村、須ヶ瀬村、庄村、其村、片野村
  - 高岡村 ← 田尻村、高野村、其倉村、日置村
  - 中川村 ← 小川村、野田村、黒田村、見永村、宮古村、天花寺村、平生村（現・松阪市）
  - 豊田村 ← 新屋庄村、川原木造村、川北村、須賀村、権現前村、小村（現・松阪市）
  - 中原村 ← 田村、黒野村、津屋城村、須賀領村、算所村（現・松阪市）
  - 阿坂村 ← 小阿坂村、大阿坂村、美濃田村、小野村（現・松阪市）
  - 米ノ庄村 ← 久米村、市場庄村、中ノ庄村、上ノ庄村（現・松阪市）
  - 松ヶ崎村 ← 松崎浦、松ヶ島村、三渡村（現・松阪市）
  - 天白村 ← 曽原村、小津村、中道村、中林村、喜多村新田（現・松阪市）
  - 鵲村 ← 笠松村、星合村、小舟江村、五主村（現・松阪市）
  - 小野江村 ← 小野江村、肥留村、西肥留村、舞出村、甚目村（現・松阪市）
  - 雲出村 ← 本郷村、長常村、伊倉津村、島貫村
  - 高茶屋村 ← 小森村、小森上野村
  - 矢野村（単独村制）
- 明治24年（1891年）6月12日 - 佐田村が改称して倭村となる。
- 明治30年（1897年）9月1日 - 郡制を施行。
- 大正12年（1923年）4月1日 - 郡会が廃止。郡役所は存続。
- 大正15年（1926年）7月1日 - 郡役所が廃止。以降は地域区分名称となる。
- 昭和4年（1929年）7月1日 - 矢野村が町制施行・改称して香良洲町となる。（2町37村）
- 昭和6年（1931年）4月1日 - 本村が久居町に編入。（2町36村）
- 昭和14年（1939年）7月1日 - 高茶屋村が津市に編入。（2町35村）
- 昭和15年（1940年）11月3日 - 境村が家城村に編入。家城村は即日町制施行して家城町となる。（3町33村）
- 昭和27年（1952年）6月15日 - 雲出村が津市に編入。（3町33村）
- 昭和29年（1954年）10月15日 - 阿坂村・松ヶ崎村が松阪市に編入。（3町30村）
- 昭和30年（1955年）
  - 1月15日 - 大井村・波瀬村・川合村・高岡村が合併して一志町が発足。（4町26村）
  - 3月1日 - 久居町・桃園村・戸木村・七栗村・稲葉村・榊原村が合併し、改めて久居町が発足。（4町21村）
  - 3月15日
    - 家城町・川口村・大三村・倭村・八ツ山村が合併して白山町が発足。（4町17村）
    - 宇気郷村が分割。中郷村・豊地村・中川村・豊田村・中原村および宇気郷村の一部（小原・上小川）が合併して嬉野町が発足。宇気郷村の残部（柚原・飯福田・与原・後山）が松阪市に編入。（5町11村）
    - 竹原村・八知村・太郎生村・伊勢地村・八幡村・多気村・下之川村が合併して美杉村が発足。（5町5村）

  - 3月21日 - 米ノ庄村・天白村・鵲村・小野江村が合併して三雲村が発足。（5町2村）
  - 4月5日 - 一志町の一部（須ヶ瀬・其村の各一部）が久居町に編入。
- 昭和45年（1970年）8月1日 - 久居町が市制施行して久居市となり、郡より離脱。（4町2村）
- 昭和61年（1986年）4月1日 - 三雲村が町制施行して三雲町となる。（5町1村）
- 平成17年（2005年）1月1日 - 嬉野町・三雲町が松阪市・飯南郡飯南町・飯高町と合併し、改めて松阪市が発足、郡より離脱。（3町1村）
- 平成18年（2006年）1月1日 - 香良洲町・一志町・白山町・美杉村が津市・久居市・安芸郡河芸町・芸濃町・美里村・安濃町と合併し、改めて津市が発足。同日一志郡消滅。

### 変遷表
| 明治以前   | 明治以前   | 明治初年 - 明治22年   | 明治22年 4月1日 町村制施行 | 明治22年 - 昭和19年             | 昭和20年 - 昭和39年           | 昭和20年 - 昭和39年          | 昭和40年 - 昭和64年        | 平成元年 - 現在             | 現在   |
| ---------- | ---------- | --------------------- | -------------------------- | ------------------------------- | ----------------------------- | ---------------------------- | -------------------------- | --------------------------- | ------ |
| 久居城下   | 久居城下   | 久居城下              | 久居町                     | 久居町                          | 久居町                        | 昭和30年3月1日 久居町        | 昭和45年8月1日 市制 久居市 | 平成18年1月1日 津市の一部   | 津市   |
| 本村       | 本村       | 本村                  | 本村                       | 昭和6年4月1日 久居町に編入      | 久居町                        | 昭和30年3月1日 久居町        | 昭和45年8月1日 市制 久居市 | 平成18年1月1日 津市の一部   | 津市   |
| 小戸木村   | 小戸木村   | 小戸木村              | 本村                       | 昭和6年4月1日 久居町に編入      | 久居町                        | 昭和30年3月1日 久居町        | 昭和45年8月1日 市制 久居市 | 平成18年1月1日 津市の一部   | 津市   |
| 川方村     | 川方村     | 川方村                | 桃園村                     | 桃園村                          | 桃園村                        | 昭和30年3月1日 久居町        | 昭和45年8月1日 市制 久居市 | 平成18年1月1日 津市の一部   | 津市   |
| 新家村     | 新家村     | 新家村                | 桃園村                     | 桃園村                          | 桃園村                        | 昭和30年3月1日 久居町        | 昭和45年8月1日 市制 久居市 | 平成18年1月1日 津市の一部   | 津市   |
| 牧村       | 牧村       | 牧村                  | 桃園村                     | 桃園村                          | 桃園村                        | 昭和30年3月1日 久居町        | 昭和45年8月1日 市制 久居市 | 平成18年1月1日 津市の一部   | 津市   |
| 木造村     | 木造村     | 木造村                | 桃園村                     | 桃園村                          | 桃園村                        | 昭和30年3月1日 久居町        | 昭和45年8月1日 市制 久居市 | 平成18年1月1日 津市の一部   | 津市   |
| 戸木村     | 戸木村     | 戸木村                | 戸木村                     | 戸木村                          | 戸木村                        | 昭和30年3月1日 久居町        | 昭和45年8月1日 市制 久居市 | 平成18年1月1日 津市の一部   | 津市   |
| 森村       | 森村       | 森村                  | 七栗村                     | 七栗村                          | 七栗村                        | 昭和30年3月1日 久居町        | 昭和45年8月1日 市制 久居市 | 平成18年1月1日 津市の一部   | 津市   |
| 庄田村     | 庄田村     | 庄田村                | 七栗村                     | 七栗村                          | 七栗村                        | 昭和30年3月1日 久居町        | 昭和45年8月1日 市制 久居市 | 平成18年1月1日 津市の一部   | 津市   |
| 中村       | 中村       | 中村                  | 七栗村                     | 七栗村                          | 七栗村                        | 昭和30年3月1日 久居町        | 昭和45年8月1日 市制 久居市 | 平成18年1月1日 津市の一部   | 津市   |
| 一色村     | 一色村     | 一色村                | 七栗村                     | 七栗村                          | 七栗村                        | 昭和30年3月1日 久居町        | 昭和45年8月1日 市制 久居市 | 平成18年1月1日 津市の一部   | 津市   |
| 大鳥村     | 大鳥村     | 大鳥村                | 七栗村                     | 七栗村                          | 七栗村                        | 昭和30年3月1日 久居町        | 昭和45年8月1日 市制 久居市 | 平成18年1月1日 津市の一部   | 津市   |
| 多野田村   | 多野田村   | 明治7年 稲葉村        | 稲葉村                     | 稲葉村                          | 稲葉村                        | 昭和30年3月1日 久居町        | 昭和45年8月1日 市制 久居市 | 平成18年1月1日 津市の一部   | 津市   |
| 蝿田村     |            | 明治7年 稲葉村        | 稲葉村                     | 稲葉村                          | 稲葉村                        | 昭和30年3月1日 久居町        | 昭和45年8月1日 市制 久居市 | 平成18年1月1日 津市の一部   | 津市   |
| 榊原村     | 榊原村     | 榊原村                | 榊原村                     | 榊原村                          | 榊原村                        | 昭和30年3月1日 久居町        | 昭和45年8月1日 市制 久居市 | 平成18年1月1日 津市の一部   | 津市   |
| 谷杣村     | 谷杣村     | 谷杣村                | 榊原村                     | 榊原村                          | 榊原村                        | 昭和30年3月1日 久居町        | 昭和45年8月1日 市制 久居市 | 平成18年1月1日 津市の一部   | 津市   |
| 三ヶ野村   | 一部       | 三ヶ野村              | 榊原村                     | 榊原村                          | 榊原村                        | 昭和30年3月1日 久居町        | 昭和45年8月1日 市制 久居市 | 平成18年1月1日 津市の一部   | 津市   |
| 三ヶ野村   | 大部分     | 三ヶ野村              | 大三村                     | 大三村                          | 大三村                        | 昭和30年3月15日 白山町       | 白山町                     | 平成18年1月1日 津市の一部   | 津市   |
| 大村       | 大村       | 大村                  | 大三村                     | 大三村                          | 大三村                        | 昭和30年3月15日 白山町       | 白山町                     | 平成18年1月1日 津市の一部   | 津市   |
| 岡村       | 岡村       | 岡村                  | 大三村                     | 大三村                          | 大三村                        | 昭和30年3月15日 白山町       | 白山町                     | 平成18年1月1日 津市の一部   | 津市   |
| 川口村     | 川口村     | 川口村                | 川口村                     | 川口村                          | 川口村                        | 昭和30年3月15日 白山町       | 白山町                     | 平成18年1月1日 津市の一部   | 津市   |
| 佐田村     | 佐田村     | 佐田村                | 佐田村                     | 明治24年6月1日 改称 倭村        | 倭村                          | 昭和30年3月15日 白山町       | 白山町                     | 平成18年1月1日 津市の一部   | 津市   |
| 中ノ村     | 中ノ村     | 中ノ村                | 佐田村                     | 明治24年6月1日 改称 倭村        | 倭村                          | 昭和30年3月15日 白山町       | 白山町                     | 平成18年1月1日 津市の一部   | 津市   |
| 上ノ村     | 上ノ村     | 上ノ村                | 佐田村                     | 明治24年6月1日 改称 倭村        | 倭村                          | 昭和30年3月15日 白山町       | 白山町                     | 平成18年1月1日 津市の一部   | 津市   |
| 南出村     | 南出村     | 南出村                | 佐田村                     | 明治24年6月1日 改称 倭村        | 倭村                          | 昭和30年3月15日 白山町       | 白山町                     | 平成18年1月1日 津市の一部   | 津市   |
| 垣内村     | 垣内村     | 垣内村                | 佐田村                     | 明治24年6月1日 改称 倭村        | 倭村                          | 昭和30年3月15日 白山町       | 白山町                     | 平成18年1月1日 津市の一部   | 津市   |
| 山田野村   | 山田野村   | 山田野村              | 八ツ山村                   | 八ツ山村                        | 八ツ山村                      | 昭和30年3月15日 白山町       | 白山町                     | 平成18年1月1日 津市の一部   | 津市   |
| 八対野村   | 八対野村   | 八対野村              | 八ツ山村                   | 八ツ山村                        | 八ツ山村                      | 昭和30年3月15日 白山町       | 白山町                     | 平成18年1月1日 津市の一部   | 津市   |
| 稲垣村     | 稲垣村     | 稲垣村                | 八ツ山村                   | 八ツ山村                        | 八ツ山村                      | 昭和30年3月15日 白山町       | 白山町                     | 平成18年1月1日 津市の一部   | 津市   |
| 古市村     | 古市村     | 古市村                | 八ツ山村                   | 八ツ山村                        | 八ツ山村                      | 昭和30年3月15日 白山町       | 白山町                     | 平成18年1月1日 津市の一部   | 津市   |
| 南家城村   | 南家城村   | 南家城村              | 家城村                     | 昭和15年11月3日 町制 家城町     | 家城町                        | 昭和30年3月15日 白山町       | 白山町                     | 平成18年1月1日 津市の一部   | 津市   |
| 真見村     | 真見村     | 真見村                | 家城村                     | 昭和15年11月3日 町制 家城町     | 家城町                        | 昭和30年3月15日 白山町       | 白山町                     | 平成18年1月1日 津市の一部   | 津市   |
| 二俣村     | 二俣村     | 二俣村                | 家城村                     | 昭和15年11月3日 町制 家城町     | 家城町                        | 昭和30年3月15日 白山町       | 白山町                     | 平成18年1月1日 津市の一部   | 津市   |
| 藤村       | 藤村       | 藤村                  | 家城村                     | 昭和15年11月3日 町制 家城町     | 家城町                        | 昭和30年3月15日 白山町       | 白山町                     | 平成18年1月1日 津市の一部   | 津市   |
| 北家城村   | 北家城村   | 北家城村              | 家城村                     | 昭和15年11月3日 町制 家城町     | 家城町                        | 昭和30年3月15日 白山町       | 白山町                     | 平成18年1月1日 津市の一部   | 津市   |
| 城立村     | 城立村     | 城立村                | 境村                       | 家城村に編入 即日町制 家城町    | 家城町                        | 昭和30年3月15日 白山町       | 白山町                     | 平成18年1月1日 津市の一部   | 津市   |
| 小杉村     | 小杉村     | 小杉村                | 境村                       | 家城村に編入 即日町制 家城町    | 家城町                        | 昭和30年3月15日 白山町       | 白山町                     | 平成18年1月1日 津市の一部   | 津市   |
| 大原村     | 大原村     | 大原村                | 境村                       | 家城村に編入 即日町制 家城町    | 家城町                        | 昭和30年3月15日 白山町       | 白山町                     | 平成18年1月1日 津市の一部   | 津市   |
| 福田山村   | 福田山村   | 福田山村              | 境村                       | 家城村に編入 即日町制 家城町    | 家城町                        | 昭和30年3月15日 白山町       | 白山町                     | 平成18年1月1日 津市の一部   | 津市   |
| 矢野村     | 矢野村     | 矢野村                | 矢野村                     | 昭和4年7月1日 町制改称 香良洲町 | 香良洲町                      | 香良洲町                     | 香良洲町                   | 平成18年1月1日 津市の一部   | 津市   |
| 大仰村     | 大仰村     | 大仰村                | 大井村                     | 大井村                          | 昭和30年1月15日 一志町        | 一志町                       | 一志町                     | 平成18年1月1日 津市の一部   | 津市   |
| 井生村     | 井生村     | 井生村                | 大井村                     | 大井村                          | 昭和30年1月15日 一志町        | 一志町                       | 一志町                     | 平成18年1月1日 津市の一部   | 津市   |
| 石橋村     | 石橋村     | 石橋村                | 大井村                     | 大井村                          | 昭和30年1月15日 一志町        | 一志町                       | 一志町                     | 平成18年1月1日 津市の一部   | 津市   |
| 井関村     | 井関村     | 井関村                | 大井村                     | 大井村                          | 昭和30年1月15日 一志町        | 一志町                       | 一志町                     | 平成18年1月1日 津市の一部   | 津市   |
| 波瀬村     | 波瀬村     | 波瀬村                | 波瀬村                     | 波瀬村                          | 昭和30年1月15日 一志町        | 一志町                       | 一志町                     | 平成18年1月1日 津市の一部   | 津市   |
| 田尻村     | 田尻村     | 田尻村                | 高岡村                     | 高岡村                          | 昭和30年1月15日 一志町        | 一志町                       | 一志町                     | 平成18年1月1日 津市の一部   | 津市   |
| 高野村     | 高野村     | 高野村                | 高岡村                     | 高岡村                          | 昭和30年1月15日 一志町        | 一志町                       | 一志町                     | 平成18年1月1日 津市の一部   | 津市   |
| 其倉村     | 其倉村     | 其倉村                | 高岡村                     | 高岡村                          | 昭和30年1月15日 一志町        | 一志町                       | 一志町                     | 平成18年1月1日 津市の一部   | 津市   |
| 日置村     | 日置村     | 日置村                | 高岡村                     | 高岡村                          | 昭和30年1月15日 一志町        | 一志町                       | 一志町                     | 平成18年1月1日 津市の一部   | 津市   |
| 須ヶ瀬村   | 一部       | 須ヶ瀬村              | 川合村                     | 川合村                          | 昭和30年1月15日 一志町        | 一志町                       | 一志町                     | 平成18年1月1日 津市の一部   | 津市   |
| 須ヶ瀬村   | 一部       | 須ヶ瀬村              | 川合村                     | 川合村                          | 昭和30年1月15日 一志町        | 昭和30年4月5日 久居町に編入  | 昭和45年8月1日 市制 久居市 | 平成18年1月1日 津市の一部   | 津市   |
| 其村       | 一部       | 其村                  | 川合村                     | 川合村                          | 昭和30年1月15日 一志町        | 昭和30年4月5日 久居町に編入  | 昭和45年8月1日 市制 久居市 | 平成18年1月1日 津市の一部   | 津市   |
| 其村       | 一部       | 其村                  | 川合村                     | 川合村                          | 昭和30年1月15日 一志町        | 昭和30年1月15日 一志町       | 一志町                     | 平成18年1月1日 津市の一部   | 津市   |
| 八太村     | 八太村     | 八太村                | 川合村                     | 川合村                          | 昭和30年1月15日 一志町        | 昭和30年1月15日 一志町       | 一志町                     | 平成18年1月1日 津市の一部   | 津市   |
| 小山村     | 小山村     | 小山村                | 川合村                     | 川合村                          | 昭和30年1月15日 一志町        | 昭和30年1月15日 一志町       | 一志町                     | 平成18年1月1日 津市の一部   | 津市   |
| 庄村       | 庄村       | 庄村                  | 川合村                     | 川合村                          | 昭和30年1月15日 一志町        | 昭和30年1月15日 一志町       | 一志町                     | 平成18年1月1日 津市の一部   | 津市   |
| 片野村     | 片野村     | 片野村                | 川合村                     | 川合村                          | 昭和30年1月15日 一志町        | 昭和30年1月15日 一志町       | 一志町                     | 平成18年1月1日 津市の一部   | 津市   |
| 竹原村     | 竹原村     | 竹原村                | 竹原村                     | 竹原村                          | 竹原村                        | 昭和30年3月15日 美杉村       | 美杉村                     | 平成18年1月1日 津市の一部   | 津市   |
| 八手俣村   | 八手俣村   | 八手俣村              | 竹原村                     | 竹原村                          | 竹原村                        | 昭和30年3月15日 美杉村       | 美杉村                     | 平成18年1月1日 津市の一部   | 津市   |
| 八知村     | 八知村     | 八知村                | 八知村                     | 八知村                          | 八知村                        | 昭和30年3月15日 美杉村       | 美杉村                     | 平成18年1月1日 津市の一部   | 津市   |
| 太郎生村   | 太郎生村   | 太郎生村              | 太郎生村                   | 太郎生村                        | 太郎生村                      | 昭和30年3月15日 美杉村       | 美杉村                     | 平成18年1月1日 津市の一部   | 津市   |
| 石名原村   | 石名原村   | 石名原村              | 伊勢地村                   | 伊勢地村                        | 伊勢地村                      | 昭和30年3月15日 美杉村       | 美杉村                     | 平成18年1月1日 津市の一部   | 津市   |
| 三多気村   | 三多気村   | 三多気村              | 伊勢地村                   | 伊勢地村                        | 伊勢地村                      | 昭和30年3月15日 美杉村       | 美杉村                     | 平成18年1月1日 津市の一部   | 津市   |
| 杉平村     | 杉平村     | 杉平村                | 伊勢地村                   | 伊勢地村                        | 伊勢地村                      | 昭和30年3月15日 美杉村       | 美杉村                     | 平成18年1月1日 津市の一部   | 津市   |
| 奥津村     | 奥津村     | 奥津村                | 八幡村                     | 八幡村                          | 八幡村                        | 昭和30年3月15日 美杉村       | 美杉村                     | 平成18年1月1日 津市の一部   | 津市   |
| 川上村     | 川上村     | 川上村                | 八幡村                     | 八幡村                          | 八幡村                        | 昭和30年3月15日 美杉村       | 美杉村                     | 平成18年1月1日 津市の一部   | 津市   |
| 上多気村   | 上多気村   | 上多気村              | 多気村                     | 多気村                          | 多気村                        | 昭和30年3月15日 美杉村       | 美杉村                     | 平成18年1月1日 津市の一部   | 津市   |
| 下多気村   | 下多気村   | 下多気村              | 多気村                     | 多気村                          | 多気村                        | 昭和30年3月15日 美杉村       | 美杉村                     | 平成18年1月1日 津市の一部   | 津市   |
| 丹生俣村   | 丹生俣村   | 丹生俣村              | 多気村                     | 多気村                          | 多気村                        | 昭和30年3月15日 美杉村       | 美杉村                     | 平成18年1月1日 津市の一部   | 津市   |
| 下之川村   | 下之川村   | 下之川村              | 下之川村                   | 下之川村                        | 下之川村                      | 昭和30年3月15日 美杉村       | 美杉村                     | 平成18年1月1日 津市の一部   | 津市   |
| 小森村     | 小森村     | 小森村                | 高茶屋村                   | 昭和14年7月1日 津市に編入       | 津市                          | 津市                         | 津市                       | 平成18年1月1日 津市の一部   | 津市   |
| 小森上野村 | 小森上野村 | 小森上野村            | 高茶屋村                   | 昭和14年7月1日 津市に編入       | 津市                          | 津市                         | 津市                       | 平成18年1月1日 津市の一部   | 津市   |
| 雲出村     | 雲出村     | 明治10年 本郷村       | 雲出村                     | 雲出村                          | 昭和27年6月15日 津市に編入    | 津市                         | 津市                       | 平成18年1月1日 津市の一部   | 津市   |
| 雲出村     | 雲出村     | 明治10年 長常村       | 雲出村                     | 雲出村                          | 昭和27年6月15日 津市に編入    | 津市                         | 津市                       | 平成18年1月1日 津市の一部   | 津市   |
| 雲出村     | 雲出村     | 明治10年 伊倉津村     | 雲出村                     | 雲出村                          | 昭和27年6月15日 津市に編入    | 津市                         | 津市                       | 平成18年1月1日 津市の一部   | 津市   |
| 雲出村     | 雲出村     | 明治10年 島貫村       | 雲出村                     | 雲出村                          | 昭和27年6月15日 津市に編入    | 津市                         | 津市                       | 平成18年1月1日 津市の一部   | 津市   |
| 小阿坂村   | 小阿坂村   | 小阿坂村              | 阿坂村                     | 阿坂村                          | 昭和29年10月15日 松阪市に編入 | 松阪市                       | 松阪市                     | 平成17年1月1日 松阪市の一部 | 松阪市 |
| 大阿坂村   | 大阿坂村   | 大阿坂村              | 阿坂村                     | 阿坂村                          | 昭和29年10月15日 松阪市に編入 | 松阪市                       | 松阪市                     | 平成17年1月1日 松阪市の一部 | 松阪市 |
| 美濃田村   | 美濃田村   | 美濃田村              | 阿坂村                     | 阿坂村                          | 昭和29年10月15日 松阪市に編入 | 松阪市                       | 松阪市                     | 平成17年1月1日 松阪市の一部 | 松阪市 |
| 小野村     | 小野村     | 小野村                | 阿坂村                     | 阿坂村                          | 昭和29年10月15日 松阪市に編入 | 松阪市                       | 松阪市                     | 平成17年1月1日 松阪市の一部 | 松阪市 |
| 松崎浦     | 松崎浦     | 松崎浦                | 松ヶ崎村                   | 松ヶ崎村                        | 昭和29年10月15日 松阪市に編入 | 松阪市                       | 松阪市                     | 平成17年1月1日 松阪市の一部 | 松阪市 |
| 松ヶ島村   | 松ヶ島村   | 松ヶ島村              | 松ヶ崎村                   | 松ヶ崎村                        | 昭和29年10月15日 松阪市に編入 | 松阪市                       | 松阪市                     | 平成17年1月1日 松阪市の一部 | 松阪市 |
| 三渡新田   | 三渡新田   | 明治9年 改称 三渡村   | 松ヶ崎村                   | 松ヶ崎村                        | 昭和29年10月15日 松阪市に編入 | 松阪市                       | 松阪市                     | 平成17年1月1日 松阪市の一部 | 松阪市 |
| 柚原村     | 柚原村     | 柚原村                | 宇気郷村                   | 宇気郷村                        | 宇気郷村                      | 昭和30年3月15日 松阪市に編入 | 松阪市                     | 平成17年1月1日 松阪市の一部 | 松阪市 |
| 上小川村   | 上小川村   | 上小川村              | 宇気郷村                   | 宇気郷村                        | 宇気郷村                      | 昭和30年3月15日 松阪市に編入 | 松阪市                     | 平成17年1月1日 松阪市の一部 | 松阪市 |
| 与原村     | 与原村     | 与原村                | 宇気郷村                   | 宇気郷村                        | 宇気郷村                      | 昭和30年3月15日 松阪市に編入 | 松阪市                     | 平成17年1月1日 松阪市の一部 | 松阪市 |
| 飯福田村   | 飯福田村   | 飯福田村              | 宇気郷村                   | 宇気郷村                        | 宇気郷村                      | 昭和30年3月15日 松阪市に編入 | 松阪市                     | 平成17年1月1日 松阪市の一部 | 松阪市 |
| 小原村     | 小原村     | 小原村                | 宇気郷村                   | 宇気郷村                        | 宇気郷村                      | 昭和30年3月15日 嬉野町       | 嬉野町                     | 平成17年1月1日 松阪市の一部 | 松阪市 |
| 後山村     | 後山村     | 後山村                | 宇気郷村                   | 宇気郷村                        | 宇気郷村                      | 昭和30年3月15日 嬉野町       | 嬉野町                     | 平成17年1月1日 松阪市の一部 | 松阪市 |
| 森本村     | 森本村     | 森本村                | 中郷村                     | 中郷村                          | 中郷村                        | 昭和30年3月15日 嬉野町       | 嬉野町                     | 平成17年1月1日 松阪市の一部 | 松阪市 |
| 宮野村     | 宮野村     | 宮野村                | 中郷村                     | 中郷村                          | 中郷村                        | 昭和30年3月15日 嬉野町       | 嬉野町                     | 平成17年1月1日 松阪市の一部 | 松阪市 |
| 滝ノ川村   | 滝ノ川村   | 滝ノ川村              | 中郷村                     | 中郷村                          | 中郷村                        | 昭和30年3月15日 嬉野町       | 嬉野町                     | 平成17年1月1日 松阪市の一部 | 松阪市 |
| 矢下村     | 矢下村     | 矢下村                | 中郷村                     | 中郷村                          | 中郷村                        | 昭和30年3月15日 嬉野町       | 嬉野町                     | 平成17年1月1日 松阪市の一部 | 松阪市 |
| 合ヶ野村   | 合ヶ野村   | 合ヶ野村              | 中郷村                     | 中郷村                          | 中郷村                        | 昭和30年3月15日 嬉野町       | 嬉野町                     | 平成17年1月1日 松阪市の一部 | 松阪市 |
| 釜生田村   | 釜生田村   | 釜生田村              | 中郷村                     | 中郷村                          | 中郷村                        | 昭和30年3月15日 嬉野町       | 嬉野町                     | 平成17年1月1日 松阪市の一部 | 松阪市 |
| 岩倉村     | 岩倉村     | 岩倉村                | 中郷村                     | 中郷村                          | 中郷村                        | 昭和30年3月15日 嬉野町       | 嬉野町                     | 平成17年1月1日 松阪市の一部 | 松阪市 |
| 堀ノ内村   | 堀ノ内村   | 堀ノ内村              | 豊地村                     | 豊地村                          | 豊地村                        | 昭和30年3月15日 嬉野町       | 嬉野町                     | 平成17年1月1日 松阪市の一部 | 松阪市 |
| 薬王寺村   | 薬王寺村   | 薬王寺村              | 豊地村                     | 豊地村                          | 豊地村                        | 昭和30年3月15日 嬉野町       | 嬉野町                     | 平成17年1月1日 松阪市の一部 | 松阪市 |
| 八田村     | 八田村     | 八田村                | 豊地村                     | 豊地村                          | 豊地村                        | 昭和30年3月15日 嬉野町       | 嬉野町                     | 平成17年1月1日 松阪市の一部 | 松阪市 |
| 下ノ庄村   | 下ノ庄村   | 下ノ庄村              | 豊地村                     | 豊地村                          | 豊地村                        | 昭和30年3月15日 嬉野町       | 嬉野町                     | 平成17年1月1日 松阪市の一部 | 松阪市 |
| 一志村     | 一志村     | 一志村                | 豊地村                     | 豊地村                          | 豊地村                        | 昭和30年3月15日 嬉野町       | 嬉野町                     | 平成17年1月1日 松阪市の一部 | 松阪市 |
| 島田村     | 島田村     | 島田村                | 豊地村                     | 豊地村                          | 豊地村                        | 昭和30年3月15日 嬉野町       | 嬉野町                     | 平成17年1月1日 松阪市の一部 | 松阪市 |
| 井ノ上村   | 井ノ上村   | 井ノ上村              | 豊地村                     | 豊地村                          | 豊地村                        | 昭和30年3月15日 嬉野町       | 嬉野町                     | 平成17年1月1日 松阪市の一部 | 松阪市 |
| 小川村     | 小川村     | 小川村                | 中川村                     | 中川村                          | 中川村                        | 昭和30年3月15日 嬉野町       | 嬉野町                     | 平成17年1月1日 松阪市の一部 | 松阪市 |
| 野田村     | 野田村     | 野田村                | 中川村                     | 中川村                          | 中川村                        | 昭和30年3月15日 嬉野町       | 嬉野町                     | 平成17年1月1日 松阪市の一部 | 松阪市 |
| 黒田村     | 黒田村     | 黒田村                | 中川村                     | 中川村                          | 中川村                        | 昭和30年3月15日 嬉野町       | 嬉野町                     | 平成17年1月1日 松阪市の一部 | 松阪市 |
| 見永村     | 見永村     | 見永村                | 中川村                     | 中川村                          | 中川村                        | 昭和30年3月15日 嬉野町       | 嬉野町                     | 平成17年1月1日 松阪市の一部 | 松阪市 |
| 宮古村     | 宮古村     | 宮古村                | 中川村                     | 中川村                          | 中川村                        | 昭和30年3月15日 嬉野町       | 嬉野町                     | 平成17年1月1日 松阪市の一部 | 松阪市 |
| 天花寺村   | 天花寺村   | 天花寺村              | 中川村                     | 中川村                          | 中川村                        | 昭和30年3月15日 嬉野町       | 嬉野町                     | 平成17年1月1日 松阪市の一部 | 松阪市 |
| 平生村     | 平生村     | 平生村                | 中川村                     | 中川村                          | 中川村                        | 昭和30年3月15日 嬉野町       | 嬉野町                     | 平成17年1月1日 松阪市の一部 | 松阪市 |
| 新屋庄村   | 新屋庄村   | 新屋庄村              | 豊田村                     | 豊田村                          | 豊田村                        | 昭和30年3月15日 嬉野町       | 嬉野町                     | 平成17年1月1日 松阪市の一部 | 松阪市 |
| 川原木造村 | 川原木造村 | 川原木造村            | 豊田村                     | 豊田村                          | 豊田村                        | 昭和30年3月15日 嬉野町       | 嬉野町                     | 平成17年1月1日 松阪市の一部 | 松阪市 |
| 川北村     | 川北村     | 川北村                | 豊田村                     | 豊田村                          | 豊田村                        | 昭和30年3月15日 嬉野町       | 嬉野町                     | 平成17年1月1日 松阪市の一部 | 松阪市 |
| 須賀村     | 須賀村     | 須賀村                | 豊田村                     | 豊田村                          | 豊田村                        | 昭和30年3月15日 嬉野町       | 嬉野町                     | 平成17年1月1日 松阪市の一部 | 松阪市 |
| 権現前村   | 権現前村   | 権現前村              | 豊田村                     | 豊田村                          | 豊田村                        | 昭和30年3月15日 嬉野町       | 嬉野町                     | 平成17年1月1日 松阪市の一部 | 松阪市 |
| 小村       | 小村       | 小村                  | 豊田村                     | 豊田村                          | 豊田村                        | 昭和30年3月15日 嬉野町       | 嬉野町                     | 平成17年1月1日 松阪市の一部 | 松阪市 |
| 田村       | 田村       | 田村                  | 中原村                     | 中原村                          | 中原村                        | 昭和30年3月15日 嬉野町       | 嬉野町                     | 平成17年1月1日 松阪市の一部 | 松阪市 |
| 黒野村     | 黒野村     | 黒野村                | 中原村                     | 中原村                          | 中原村                        | 昭和30年3月15日 嬉野町       | 嬉野町                     | 平成17年1月1日 松阪市の一部 | 松阪市 |
| 津屋城村   | 津屋城村   | 津屋城村              | 中原村                     | 中原村                          | 中原村                        | 昭和30年3月15日 嬉野町       | 嬉野町                     | 平成17年1月1日 松阪市の一部 | 松阪市 |
| 須賀領村   | 須賀領村   | 須賀領村              | 中原村                     | 中原村                          | 中原村                        | 昭和30年3月15日 嬉野町       | 嬉野町                     | 平成17年1月1日 松阪市の一部 | 松阪市 |
| 算所村     | 算所村     | 算所村                | 中原村                     | 中原村                          | 中原村                        | 昭和30年3月15日 嬉野町       | 嬉野町                     | 平成17年1月1日 松阪市の一部 | 松阪市 |
| 久米村     | 久米村     | 久米村                | 米ノ庄村                   | 米ノ庄村                        | 米ノ庄村                      | 昭和30年3月21日 三雲村       | 昭和61年4月1日 町制 三雲町 | 平成17年1月1日 松阪市の一部 | 松阪市 |
| 市場庄村   | 市場庄村   | 市場庄村              | 米ノ庄村                   | 米ノ庄村                        | 米ノ庄村                      | 昭和30年3月21日 三雲村       | 昭和61年4月1日 町制 三雲町 | 平成17年1月1日 松阪市の一部 | 松阪市 |
| 中ノ庄村   | 中ノ庄村   | 中ノ庄村              | 米ノ庄村                   | 米ノ庄村                        | 米ノ庄村                      | 昭和30年3月21日 三雲村       | 昭和61年4月1日 町制 三雲町 | 平成17年1月1日 松阪市の一部 | 松阪市 |
| 上ノ庄村   | 上ノ庄村   | 上ノ庄村              | 米ノ庄村                   | 米ノ庄村                        | 米ノ庄村                      | 昭和30年3月21日 三雲村       | 昭和61年4月1日 町制 三雲町 | 平成17年1月1日 松阪市の一部 | 松阪市 |
| 曽原村     | 曽原村     | 曽原村                | 天白村                     | 天白村                          | 天白村                        | 昭和30年3月21日 三雲村       | 昭和61年4月1日 町制 三雲町 | 平成17年1月1日 松阪市の一部 | 松阪市 |
| 小津村     | 小津村     | 小津村                | 天白村                     | 天白村                          | 天白村                        | 昭和30年3月21日 三雲村       | 昭和61年4月1日 町制 三雲町 | 平成17年1月1日 松阪市の一部 | 松阪市 |
| 中道村     | 中道村     | 中道村                | 天白村                     | 天白村                          | 天白村                        | 昭和30年3月21日 三雲村       | 昭和61年4月1日 町制 三雲町 | 平成17年1月1日 松阪市の一部 | 松阪市 |
| 中林村     | 中林村     | 中林村                | 天白村                     | 天白村                          | 天白村                        | 昭和30年3月21日 三雲村       | 昭和61年4月1日 町制 三雲町 | 平成17年1月1日 松阪市の一部 | 松阪市 |
| 喜多村新田 | 喜多村新田 | 喜多村新田            | 天白村                     | 天白村                          | 天白村                        | 昭和30年3月21日 三雲村       | 昭和61年4月1日 町制 三雲町 | 平成17年1月1日 松阪市の一部 | 松阪市 |
| 笠松村     | 笠松村     | 笠松村                | 鵲村                       | 鵲村                            | 鵲村                          | 昭和30年3月21日 三雲村       | 昭和61年4月1日 町制 三雲町 | 平成17年1月1日 松阪市の一部 | 松阪市 |
| 星合村     | 星合村     | 星合村                | 鵲村                       | 鵲村                            | 鵲村                          | 昭和30年3月21日 三雲村       | 昭和61年4月1日 町制 三雲町 | 平成17年1月1日 松阪市の一部 | 松阪市 |
| 小舟江村   | 小舟江村   | 小舟江村              | 鵲村                       | 鵲村                            | 鵲村                          | 昭和30年3月21日 三雲村       | 昭和61年4月1日 町制 三雲町 | 平成17年1月1日 松阪市の一部 | 松阪市 |
| 五主村     | 五主村     | 五主村                | 鵲村                       | 鵲村                            | 鵲村                          | 昭和30年3月21日 三雲村       | 昭和61年4月1日 町制 三雲町 | 平成17年1月1日 松阪市の一部 | 松阪市 |
| 森須川村   | 森須川村   | 明治7年 改称 小野江村 | 小野江村                   | 小野江村                        | 小野江村                      | 昭和30年3月21日 三雲村       | 昭和61年4月1日 町制 三雲町 | 平成17年1月1日 松阪市の一部 | 松阪市 |
| 肥留村     | 肥留村     | 肥留村                | 小野江村                   | 小野江村                        | 小野江村                      | 昭和30年3月21日 三雲村       | 昭和61年4月1日 町制 三雲町 | 平成17年1月1日 松阪市の一部 | 松阪市 |
| 西肥留村   | 西肥留村   | 西肥留村              | 小野江村                   | 小野江村                        | 小野江村                      | 昭和30年3月21日 三雲村       | 昭和61年4月1日 町制 三雲町 | 平成17年1月1日 松阪市の一部 | 松阪市 |
| 舞出村     | 舞出村     | 舞出村                | 小野江村                   | 小野江村                        | 小野江村                      | 昭和30年3月21日 三雲村       | 昭和61年4月1日 町制 三雲町 | 平成17年1月1日 松阪市の一部 | 松阪市 |
| 甚目村     | 甚目村     | 甚目村                | 小野江村                   | 小野江村                        | 小野江村                      | 昭和30年3月21日 三雲村       | 昭和61年4月1日 町制 三雲町 | 平成17年1月1日 松阪市の一部 | 松阪市 |

## 行政
歴代郡長
| 代 | 氏名       | 就任年月日                 | 退任年月日                | 備考                   |
| -- | ---------- | -------------------------- | ------------------------- | ---------------------- |
| 1  | 松岡利弼   | 明治12年（1879年）5月5日   |                           |                        |
| 2  | 日置藤夫   | 明治23年（1890年）9月27日  |                           |                        |
| 3  | 石井義忱   | 明治28年（1895年）12月9日  |                           |                        |
| 4  | 国松英太郎 | 明治31年（1898年）9月30日  |                           |                        |
| 5  | 丹羽孚     | 明治33年（1900年）6月28日  |                           |                        |
| 6  | 西塚宗吾   | 明治35年（1902年）11月10日 |                           |                        |
| 7  | 岡耕三郎   | 明治43年（1910年）4月20日  |                           |                        |
| 8  | 川島駒吉   | 大正4年（1915年）4月21日   |                           |                        |
| 9  | 大井順之介 | 大正7年（1918年）5月11日   |                           |                        |
| 10 | 滋野捨四郎 | 大正7年（1918年）10月29日  |                           |                        |
| 11 | 後藤一郎   | 大正11年（1922年）6月22日  | 大正15年（1926年）6月30日 | 郡役所廃止により、廃官 |